# استان هشتم
استان هشتم  تحت عنوان استان کرمان و بلوچستان یکی از ۱۰ استان کشور ایران به مرکزیت شهر کرمان بود که در ۱۹ دی ۱۳۱۶ خورشیدی، با اصلاح قانون تقسیمات کشوری به عنوان استان هشتم تعیین گردید. این استان شامل ۵ شهرستان کرمان (مرکزیت)، بم، بندرعباس، خاش، زابل بود.
طبق ماده ۳ مصوب ۱۳۱۶/۸/۶ هر استان تحت اداره یک نفر استاندار قرار داشته که در محدوده مقررات این قانون به فرمانداران حوزه ماموریت خود دستور و تعلیمات می داده و با وزارت داخله ی رابطه مستقیم داشته و طبق تبصره ۱ همان ماده استانداران دارای مرکز ثابت نبوده و در کلیه امور شهرستان های تابعه بازرسی کرده و مسئول حسن جریان امور آنها بوده اند. این نکته که استاندار مرکز ثابتی نداشته،نکته جالبی است.شاید مقصود قانون گذار آن بوده که استاندار دائما در سطح استان در حرکت باشد و نیز یک شهر خاص تحت عنوان این که مرکز استان است بیش از سایر شهر ها رشد نکند.
استان هشتم امروزه شامل استان کرمان (به مرکزیت کرمان)، استان‌های یازدهم (سیستان و بلوچستان)(به مرکزیت زاهدان) و بیست و دوم (هرمزگان)(به مرکزیت بندر عباس) می شود.البته بخشی از استان کنونی هرمزگان متعلق به استان هفتم بوده‌است.
روند تجزیه استان هشتم اینگونه بوده که در سال ۱۳۲۶ «فرمانداری کل بلوچستان» و در سال ۱۳۳۳ «فرمانداری کل فرمانداری کل بندرها و جزایر بحر مکران» نیز از این استان هشتم جدا و بعد تر تبدیل به استان شدند.